# Boehmeria jamaicensis
Boehmeria jamaicensis là một loài thực vật thuộc họ Urticaceae. Đây là loài đặc hữu của Jamaica.